# STONE COLD BREAK
「STONE COLD BREAK」（ストーン コールド ブレイク）は、日本のバンド10-FEETの9枚目のシングルである。2007年4月25日発売。発売元はユニバーサルミュージック。

## 概要
- ライブDVD「OF THE KIDS, BY THE KIDS, FOR THE KIDS!」と同時発売。
- PV監督は島田大介。撮影にはハイスピードデジタルカメラ「ファントム」が使われており、PV中の実際の撮影時間はわずか4秒である。

## 収録曲
1. STONE COLD BREAK(3:09)
作詞・作曲：TAKUMA、編曲：10-FEET
2. a new frontier(3:08)
作詞・作曲：TAKUMA、編曲：10-FEET
3. SHOES(2:19)
作詞・作曲：TAKUMA、編曲：10-FEET

## 収録アルバム

### STONE COLD BREAK
- オリジナル『VANDALIZE』（2008年2月27日）
- コラボレーション『6-feat 2』（2014年6月18日）
FIRE BALLとのコラボレーション
- 配信限定ベスト『10-FEET入り口の10曲』（2017年7月7日）

### SHOES
- オリジナル『VANDALIZE』（2008年2月27日）